# Ghoulies 2
Série
Ghoulies
(1985) Ghoulies 3: Ghoulies Go to College
(1991)
Pour plus de détails, voir Fiche technique et Distribution.
Ghoulies 2 est un film américain réalisé par Albert Band, sorti en 1987.

## Synopsis
Les Ghoulies sont de retour. Semant la terreur dans une fête foraine, ils élisent domicile dans L'antre de Satan, une attraction qui était sur le point d'être fermée, et qui, grâce à la présence des créatures maléfiques, devient l'une des plus populaires du parc.

## Fiche technique
- Titre : Ghoulies II
- Réalisation : Albert Band
- Scénario : Charlie Dolan et Dennis Paoli (en)
- Production : Albert Band, Charles Band et Frank Hildebrand
- Société de production : Empire Pictures
- Musique : Fuzzbee Morse (en)
- Photographie : Sergio Salvati (en)
- Montage : Barry Zetlin
- Décors : Giovanni Natalucci (it)
- Pays d'origine : États-Unis
- Format : Couleurs - 1,85:1 - Stéréo - 35 mm
- Genre : Comédie horrifique et fantastique
- Durée : 89 minutes
- Date de sortie : 18 septembre 1987 (États-Unis)

## Distribution
- Damon Martin : Larry
- Royal Dano : oncle Ned
- Phil Fondacaro : Sir Nigel Penneyweight
- J. Downing : P. Hardin
- Kerry Remsen (en) : Nicole
- Dale Wyatt : Dixie
- Jon Pennell : Bobby
- Sasha Jenson : Teddy
- Starr Andreeff (en) : Alice
- William Butler : Merle
- Don Jeffcoat : Eddie
- Christopher Burton : Leo
- Mickey Knox : Ray
- Romano Puppo : Zampano
- Michael Deak (de) : Bozo

## Production

### Tournage
Le tournage s'est déroulé à Rome, en Italie.

## Bande originale
- Scream Until You Like It de W.A.S.P..